# Armoriale dei comuni della provincia di Matera

Stemma della Provincia di Matera

Questa pagina contiene le armi (stemmi e blasonature) dei comuni della Provincia di Matera.
| Stemma                          | Comune e blasonatura | Gonfalone |
| ------------------------------- | --- | --------- |
|                                 | Accettura D'azzurro, con al centro due accette incrociate, manicate d'oro. Ornamenti esteriori da Comune. |           |
|                                 | Aliano |           |
|                                 | Bernalda Scudo iscritto all'interno di una figura geometrica oblunga, al centro della quale campeggia un bue di colore bianco su sfondo celeste rivolto a sinistra che reca nella bocca tre spighe d'oro simbolo delle memorie di Metaponto. In alto a sinistra sono presenti tre stelle auree che significano il titolo di Città ottenuto. Fuori dallo scudo sovrasta una corona aurea merlata con undici punte gemmate. Lo scudo è contornato all'esterno da rami di alloro incrociati ricadenti della figura oblunga. Gonfalone: Drappo merlato di colore rosso e blu, al centro del quale è riportato lo stemma della Città, con sopra scritto: Città di Bernalda. |           |
|                                 | Calciano Due colli verdi adiacenti sormontati da un'aquila ad ali aperte, con capo cerchiato, sovrastata da una stella dorata splendente a cinque punte. Il tutto racchiuso in uno scudo a sette lati con fondo azzurro sormontato da una corona a sei torri Gonfalone: Drappo di colore bianco con frange dorate |           |
|                                 | Cirigliano Una torre con ai piedi due leoni rampanti. Gonfalone: Drappo di rosso… |           |
|                                 | Colobraro Una torre sopra tre monti, con corona marchesale. Gonfalone: Drappo di azzurro… |           |
|                                 | Craco Gonfalone: Drappo di azzurro… |           |
|                                 | Ferrandina D'azzurro, al monte di tre cime d'oro, sostenente la croce latina patente del medesimo, caricato in punta di un serpente di nero, ondeggiante in fascia; con il capo di porpora. Ornamenti esteriori da Città. DCG del 20 novembre 1934 Gonfalone: Drappo di colore verde ornato di ricami d'argento e caricato dello stemma comunale con l’iscrizione centrata in argento “Comune di Ferrandina”. R.D. del 7 novembre 1941 |           |
|                                 | Garaguso Un cerchio con una G in mezzo. |           |
|                                 | Gorgoglione Costituito dalla raffiguranza di un castello con torre, numero due leoni posti sul davanti sdraiati ed un albero di pino posto sulla sinistra. Il tutto è circoscritto in uno scudo sovrastato da una corona. |           |
|                                 | Grassano D'azzurro, a due cornucopie, d'oro, ricolme di frutta e di spighe al naturale, con le punte all'ingiù, decussate, la punta della cornucopia posta a sinistra attraversante. Ornamenti esteriori da Comune. D.P.R. del 23 giugno 1989 Gonfalone: Drappo partito di giallo e di rosso riccamente ornato di ricami d'argento e caricato dello stemma comunale con la iscrizione centrata in argento, recante la denominazione del Comune. Le parti di metallo ed i cordoni sono argentati. L'asta verticale è ricoperta di velluto dei colori del drappo, alternati, con bullette argentate poste a spirale. Nella freccia è rappresentato lo stemma del Comune e sul gambo inciso il nome. Cravatta con nastri tricolorati dai colori nazionali frangiati d'argento.                                     |           |
|                                 | Grottole Due grotte e sopra una di esse una torre merlata con bandiera infissa tra il primo e il secondo piano; di lato sull'altra grotta una quercia, che pareggia, anzi supera in altezza la torre. Grotte color roccia, torre color mattone, bandiera rossa, quercia verdeggiante. Gonfalone: Drappo di azzurro… |           |
|                                 | Irsina D'azzurro, a tre monti di verde, cuciti, con cinque piante di frumento, d'oro, nodrite una sul monte e due per ciascuno dei laterali. D.P.R. № 2127 del 25 febbraio 1983 Gonfalone: drappo di giallo… |           |
|                                 | Matera D'azzurro, al bue fermo d'argento, con tre spighe in bocca e sulle corna una corona gigliata, sormontata in capo dalla lettera M, il tutto d'oro. Motto: "Bos Lassus firmius figit pedem". DCG del 2 ottobre 1939. Gonfalone: Drappo d'azzurro terminante a punta… |           |
|                                 | Miglionico Un guerriero coperto da una pelle di leone, su un cavallo bianco con in mano una clava o mazza ferrata e tre piume bianche sull'elmo. Sulla schiena del cavallo un drappo rosso con visibile marchio riportante la lettera M. Il guerriero galoppa verso un muro merlato, d'argento, visibile sul lato sinistro: il muro pareggia in altezza la figura del guerriero: il campo è azzurro. In basso un ramoscello di ulivo ed uno di quercia su fondo color terra, abbracciano numero 7 M. Una corona baronale è sovrapposta all'arma, contenuta in uno scudo. Gonfalone: Drappo di azzurro… |           |
|                                 | Montalbano Jonico Gonfalone: drappo partito di verde e di azzurro… |           |
|                                 | Montescaglioso D'azzurro, a tre spighe di frumento con quattro fogliette ciascuno, il tutto d'oro, nascenti da tre monti allineati in fascia, sorgenti dalla punta. D.C.G. del 14 aprile 1937 Gonfalone: Drappo giallo riccamente ornato di ricami d'argento, con stemma comunale e l'iscrizione in argento "COMUNE DI MONTESCAGLIOSO". D.P.R. del 21 dicembre 1974 |           |
|                                 | Nova Siri |           |
|                                 | Oliveto Lucano D'azzurro, ad un monte all'italiana di tre vette d'argento, sulla vetta centrale tre rami di ulivo d'oro, in ventaglio. Ornamenti esteriori da Comune. D.P.R. n. 700 del 24 febbraio 1978 Gonfalone: Drappo troncato di bianco e di giallo riccamente ornato di ricami d'argento e caricato dello stemma con la iscrizione centrata in argento : "Comune di Oliveto Lucano". Le parti di metallo ed i cordoni saranno argentati. L'asta verticale sarà ricoperta di velluto dei colori del drappo, alternati, con bullette argentate poste a spirale. Nella freccia sarà rappresentato lo stemma del Comune e sul gambo inciso il nome. Cravatta e nastri tricolorati dai colori nazionali frangiati d'argento.                                                                                  |           |
|                                 | Pisticci Gonfalone: Drappo partito di giallo e di azzurro… |           |
|                                 | Policoro Herakles (Ercole) che strozza il leone Nemeo al naturale; in alto a destra la clava e l'arco in nero; a sinistra la scritta ΗΡΑΚΛΕΙΩΝ (Herakleion) in oro. Gonfalone: drappo partito di bianco e di azzurro… |           |
|                                 | Pomarico D'azzurro, all'albero (di pomo) nodrito di verde piantato sopra un monte di tre cime. Ornamenti esteriore da Comune. Gonfalone: drappo di azzurro… |           |
|                                 | Rotondella D'azzurro, al monte all'italiana di tre colli, di verde, fondato sulla pianura d'argento, fluttuosa di azzurro, esso monte accompagnato nel canton destro del capo della cometa d'argento, con cinque raggi e con la coda ondeggiante in banda incorporante il sesto raggio. Ornamenti esteriori da Comune. Gonfalone: Drappo di bianco riccamente ornato di ricami d'argento e caricato dallo stemma comunale con la iscrizione centrata in argento recante la denominazione del Comune. Le parti di metallo ed i cordoni saranno argentati. L'asta verticale sarà ricoperta di velluto bianco, con bullette argentate poste a spirale. Nella freccia sarà rappresentato lo stemma del Comune e sul gambo inciso il nome. Cravatta con nastri tricolorati dai colori nazionali frangiati d'argento. |           |
|                                 | Salandra Tre colli con due spade che, incrociandosi si conficcano in essi. Gonfalone: drappo d'azzurro… |           |
|                                 | San Giorgio Lucano |           |
| Versione presente sul gonfalone | San Mauro Forte Gonfalone: drappo di azzurro… |           |
|                                 | Scanzano Jonico Merlatura e bordatura in oro. la sbarra e il piano in oro dividono il campo in tre parti. Albero in oro piantato su terreno verde di parte del cantone sinistro e della punta. Cavallo alato in oro su mare azzurro di parte cantone destro del capo. Campo residuo color cielo. |           |
|                                 | Stigliano Un guerriero, armato di lancia, sopra un cavallo che rappresenta il Principe Eligio della Marra in atto di uccidere il drago che infestava le campagne di Gannano. |           |
|                                 | Tricarico Toro su tre colli, con sfondo bianco. Questo stemma ufficiale della città è la riproduzione di quello più antico finora conosciuto (datato 1491), ubicato a Tricarico sulla porta di ingresso del convento di S. Antonio di Padova. |           |
|                                 | Tursi Di colore celeste chiaro, racchiuso in nastri dorati, sormontati da una corona turrita, porta il disegno di una torre con ai lati due alberi di ulivo sormontati da due rami di ulivo con al disopra un sole. Gonfalone: Drappo di colore azzurro, caricato dello stemma con l'iscrizione centrata in oro in alto: Comune di Tursi, al centro vi è lo stemma poggiante tra due rami di alloro legati tra di loro con un fiocco centrale tricolore, ancora più in basso insistono decorazioni in oro, la sommità, in metallo appuntita, raffigura lo stesso disegno dello stemma, i cordoni laterali sono dorati. |           |
|                                 | Valsinni D'argento, ad un monte di tre vette di verde, quella di mezzo più alta e cimata di una pianta di fava dello stesso. |           |